# シンデレラマン (テレビドラマ)
『シンデレラマン』は、2009年4月から6月までMBCにて放送された韓国のテレビドラマ。全16話。
童話『王子と乞食』の現代版として制作されたドラマ。クォン・サンウが庶民と御曹司の一人二役を演じ、少女時代のユナがヒロイン役として出演している。チョ・ユニョンが脚本を書き、ユ・ジョンジュンが演出した。

## 登場人物

### 主要人物
- オ・デサン/イ・ジュニ：クォン・サンウ
- ソ・ユジン：イム・ユナ
- イ・ジェミン：ソン・チャンウィ
- チャン・セウン：ハン・ウンジョン

### ソフィア・アパレル
- カン・ジュオク会長：チョン・ヘソン
- オ・ソニョン女史：ユ・ヘリ
- 執事（アン常務）：アン・ソクァン
- シン・ギチョル理事：チョン・ギュス
- エレガンス・カン：イ・ビョンジュン
- イ・チーム長：キム・ミニ
- キム・ドンヒョン：カン・ドンヨプ
- パク・スンジェ：リュ・サンウク
- カン・ユンジョン：イ・ヨンド
- マ・イサン：チョンウ

### 東大門市場
- ユジンの母ユン・ウンヒ ：イ・ギョンジン
- イ・グッスン：チョン・ジョンヒ
- パク社長：クォン・テウォン
- サモク：ファン・ウンジョン
- ベルベット・リー：ラ・ミラン

## 日本での放送
日本では、2009年11月17日から2010年1月25日までテレビ東京のランチチャンネル枠にて毎週月曜火曜12:05 - 13:00で放送。また、2010年10月25日から11月16日までTBS韓流セレクト枠にて放送された。